# Hans Mommsen
Pour les articles homonymes, voir Mommsen.
Hans Mommsen, né le 5 novembre 1930 à Marbourg et mort le 5 novembre 2015 à Tutzing, est un historien allemand spécialiste de l'histoire du mouvement ouvrier, de la République de Weimar et de l'Allemagne nazie.

## Biographie
Il défend des thèses fonctionnalistes, c'est-à-dire qu'il ne pense pas qu'Hitler ait planifié l'extermination des juifs dès son arrivée au pouvoir. Par ailleurs, avec Martin Broszat, il a développé au début des années 1970 un nouveau modèle d’analyse : le polycratisme. L’Allemagne n’aurait été que formellement dirigée par Hitler, les prises de décision auraient été dispersées entre divers détenteurs de pouvoir.
Il est un petit-fils du spécialiste d'histoire romaine Theodor Mommsen (1817-1903), Prix nobel de littérature en 1902.

## Publications
- (de) Der Reichstagsbrand und seine politischen Folgen, Vierteljahrshefte für Zeitgeschichte 12 (1964), S. 351-413.
- (de) Beamtentum im Dritten Reich. Mit ausgewählten Quellen zur nationalsozialistischen Beamtenpolitik, Stuttgart 1966.
- (de)(dir.): Sozialdemokratie zwischen Klassenbewegung und Volkspartei. Verhandlungen der Sektion "Geschichte der Arbeiterbewegung" des Deutschen Historikertages in Regensburg, Oktober 1972, Frankfurt a. M. 1974  (ISBN 3-8072-4045-4).
- (de) Die Stellung der Beamtenschaft in Reich, Ländern und Gemeinden in der Ära Brüning, in: Vierteljahrshefte für Zeitgeschichte 21 (1973), S. 151-165.
- (de) En codirection avec Dietmar Petzina et Bernd Weisbrod : Industrielles System und politische Entwicklung in der Weimarer Republik. 2 Bde., Königstein/Ts. 1977  (ISBN 3-7610-7206-6).
- (de) Arbeiterbewegung und Nationale Frage. Ausgewählte Aufsätze, Göttingen 1979  (ISBN 3-525-35989-6).
- (de) Hans Mommsen et Ulrich Borsdorf (dir.), Glück auf, Kameraden!. Die Bergarbeiter und ihre Organisationen in Deutschland, Köln 1979.
- (de) Hans Mommsen (dir.): Arbeiterbewegung und industrieller Wandel. Studien zur gewerkschaftlichen Organisationsproblemen im Reich und an der Ruhr, Wuppertal 1980  (ISBN 3-87294-150-X).
- (de) Soziale und politische Konflikte an der Ruhr 1905 bis 1924. In: ders. (Hg.): Arbeiterbewegung und industrieller Wandel, S. 62-94.
- (de) Die Realisierung des Utopischen. Die "Endlösung der Judenfrage" im "Dritten Reich", in: Geschichte und Gesellschaft 9 (1983), S. 381-420.
- (de) codir. avec Susanne Willems : Herrschaftsalltag im Dritten Reich. Studien und Texte, Düsseldorf 1988  (ISBN 3-491-33205-2).
- (de) Die verspielte Freiheit. Der Weg der Republik von Weimar in den Untergang 1918 bis 1933, Berlin 1990  (ISBN 3-548-33141-6).
- (de) Der Nationalsozialismus und die deutsche Gesellschaft. Ausgewählte Aufsätze, Reinbek b. Hamburg 1991  (ISBN 3-499-18857-0).
- (de) Widerstand und Politische Kultur in Deutschland und Österreich, Wien 1994  (ISBN 3-85452-325-4).
- (de) avec Manfred Grieger: Das Volkswagenwerk und seine Arbeiter im Dritten Reich, Düsseldorf 1996  (ISBN 3-430-16785-X).
- Le national-socialisme et la société allemande. Dix essais d'histoire sociale et politique, Paris 1997  (ISBN 2-7351-0757-4).
- (de) Aufstieg und Untergang der Republik von Weimar. 1918-1933, Berlin 1998  (ISBN 3-548-26508-1).
- (de) Der Mythos von der Modernität. Zur Entwicklung der Rüstungsindustrie im Dritten Reich, Essen 1999  (ISBN 3-88474-646-4).
- (de) Von Weimar nach Auschwitz. Zur Geschichte Deutschlands in der Weltkriegsepoche, Stuttgart 1999  (ISBN 3-421-05283-2).
- (de) Alternative zu Hitler. Studien zur Geschichte des deutschen Widerstandes, München 2000  (ISBN 3-406-45913-7).
- (de) codirection avec Dusan Kovác, Jiri Malír et Michaela Marek, Der Erste Weltkrieg und die Beziehungen zwischen Tschechen, Slowaken und Deutschen, Essen 2001  (ISBN 3-88474-951-X).
- (de) Auschwitz, 17. Juli 1942. Der Weg zur europäischen "Endlösung der Judenfrage", München 2002  (ISBN 3-423-30605-X).
- (de) Die Stellung der Sozialisten in der Bewegung des 20. Juli 1944, Bochum 2002  (ISSN 1615-4495).
- (de) Hans Mommsen (dir) The Third Reich between Vision and Reality. New Perspectives on German History 1918-1945, Oxford et al. 2002  (ISBN 1-85973-627-0).
- (de) Hans Mommsen et Sabine Gillmann (dir): Politische Schriften und Briefe Carl Friedrich Goerdelers, 2 Bde., München 2003  (ISBN 3-598-11631-4).
- (de) Hannah Arendt und der Prozeß gegen Adolf Eichmann, in: Hannah Arendt : Eichmann in Jerusalem. Ein Bericht von der Banalität des Bösen, 13. Aufl., München 2004, S. 9-48  (ISBN 3-492-20308-6).
- (de) Zeitgeschichtliche Kontroversen, in: Neue Politische Literatur 49 (2004), H.1, S. 15-25.
- (de) Deutschland und der Zweite Weltkrieg, in: Burkhard Asmuss / Kay Kufeke / Philipp Springer (Hg.): Der Krieg und seine Folgen 1945. Kriegsende und Erinnerungspolitik in Deutschland, Berlin 2005, S. 15-28.